# 辛坊正記
辛坊 正記（しんぼう まさき、1949年 - ）は、日本の実業家。元エリーパワー株式会社取締役常務執行役員。大阪府出身。ニュースキャスターの辛坊治郎は実弟。義妹は西岡香。

## 人物
1949年（昭和24年）大阪府生まれ。幼稚園2園、小学校5校の転校歴を持つ。埼玉県立川越高等学校卒業、一橋大学商学部卒業、慶應義塾大学大学院経営管理研究科1年制課程修了。コロンビア大学経営大学院修士（MBA、優等卒業（ベータ・ガンマ・シグマ会員））を取得した。ニューヨーク信託会社社長、住友銀行アトランタ支店長、住友ファイナンスエイシア社長、国際金融法人部長を歴任。日本総合研究所、株式会社日本総研情報サービス代表取締役専務、2012年7月エリーパワー株式会社取締役常務執行役員を経て、同社顧問（2022年8月退任）。
2010年（平成22年）に、治郎と共著で『日本経済の真実 ―ある日、この国は破産します』を出版した。雑誌やインターネットサイトインタビューに答えるほか、兄弟で対談をすることもある。2011年（平成23年）にも共著および単著を出版した。「兄ちゃん、一緒にやらないか」と治郎から提案されたのが出版のきっかけ。
本業の傍ら、大妻マネジメントアカデミー講師、東京外国語大学大学院で講演、国民會舘、パナソニック（株）などで日本経済や雇用制度について講演を行い、学習オンラインサイトで講師をする。Newspicksのプロピッカー（経済評論家）としてネットニュースやラジオでコメントする。東京工業大学附属科学技術高等学校スーパーサイエンスハイスクール運営指導委員会委員、株式会社HiAcのパートナー、株式会社API Consultantsのインダストリアルパートナー。
治郎が司会をしている『増刊!たかじんのそこまで言って委員会』（読売テレビ、2011年7月23日放送）にゲストとして兄弟出演した。同番組で元々は東京大学を受験する予定だったが、その年は1968年（昭和43年）に勃発した東大紛争により東大入試が中止になったため東大受験を断念して一橋大学に進学したと語った。一橋大学の同期である山本コウタローや住友銀行同期の宿澤広朗も同年東大を受験する予定だったが、同じく東大受験断念を余儀なくされている。

## 主な著書

### 単著
- 知識ゼロからの会計入門 （2011年（平成23年）10月、幻冬舎） ISBN 4344902343
- 消費税、一体いくら足りないの？　―増税の真実 （2012年（平成24年）6月、幻冬舎） ISBN 4344021940

### 共著
- 日本経済の真実 ―ある日、この国は破産します （辛坊治郎との共著、2010年（平成22年）4月、幻冬舎） ISBN 4344018168
- 日本経済の不都合な真実 ―生き残り7つの提言 （辛坊治郎との共著、2011年（平成23年）1月、幻冬舎） ISBN 4344019377
- 賢人の簿記・会計術（山田真哉、近藤仁、高橋和徳、高橋洋一との共著、2013年(平成２５年）１月、幻冬舎）　ISBN 9784344902657